# Парк имени Низами Гянджеви (Дербент)
Па́рк и́мени Низами́ Гянджеви́ — парк культуры и отдыха в Дербенте. Является действующим памятником культурного наследия.
Парк расположен между ул. Ю. А. Гагарина, ул. Г. Алиева и ул. Э. К. Пашабекова и проходит вдоль северной стены основной достопримечательности Дербента — крепости «Нарын-кала», отделяющей его от парка им. Сулеймана-Стальского.
Одним из элементов северной стены на территории парка является построенный русскими войсками в 1853 году деревянный маяк, который в 1866 году был перестроен в каменный. Маяк на территории парка включён в список охраняемых памятников России и входит в исторический список ЮНЕСКО.
Еще одним историко-архитектурным элементом стены на территории парка являются ворота Киямат-капы, возникшие в IХ-Х вв.
Парк доступен для посетителей ежедневно. Мультимедийный фонтан, расположенный на территории паркового комплекса, работает в фоновом режиме каждый день, фонтанное шоу проводится в пятницу, субботу и воскресенье с 19:00 до 20:30.

## Реконструкция
В начале реализации работ по благоустройству парка им. Низами Гянджеви были обнаружены средневековые надмогильные саркофаги, после чего начались археологические раскопки.
На территории парка планируется строительство детских площадок, скейт-парк, спортивные площадки и мультимедийный фонтан с проекцией на воду, и звуковыми эффектами.
16 июля 2022 года реконструкция парка была завершена.

## Мультимедийный фонтан
На территории парка находится самый большой мультимедийный фонтан в России, площадь которого составляет 5000 квадратных метров. Размер фонтана составляет 70 метров на 70 метров, струя — более 30 метров.
Фонтан имеет пневматические водные пушки, поворотные форсунки и площадки для запуска фейерверков. Так же он оснащен водным экраном и струями типа «огонь на воде».
В помещении фонтанного комплекса есть интерактивный музей.
У фонтана есть 1368 световых прожекторов, каждый из которых имеет индивидуальное управление. Проецировать изображения позволяют 2 видеопроектора, а управление звуком осуществляется с помощью акустической системы.
Внешне фонтан представляет собой двухъярусную композицию с 9 чашами. По количеству (2214) струй и их высоте (до 30 метров) комплекс превосходит большую часть фонтанов в России.
Сооружение изготовлено из природного камня в стиле художественных дагестанских традиций.
Финансирование проекта осуществлял Сбербанк России.